# هومبرتو توزی
هومبرتو توزی (به پرتغالی: Humberto Barbosa Tozzi) مهاجم اهل برزیل است که در شهر سائو جوو دو مرتی و در تاریخ ۴ فوریهٔ ۱۹۳۴ به دنیا آمده‌است.
هومبرتو توزی در تیم‌های فوتبال São Cristóvão سابقهٔ حضور دارد.